# Reichsstraße 329

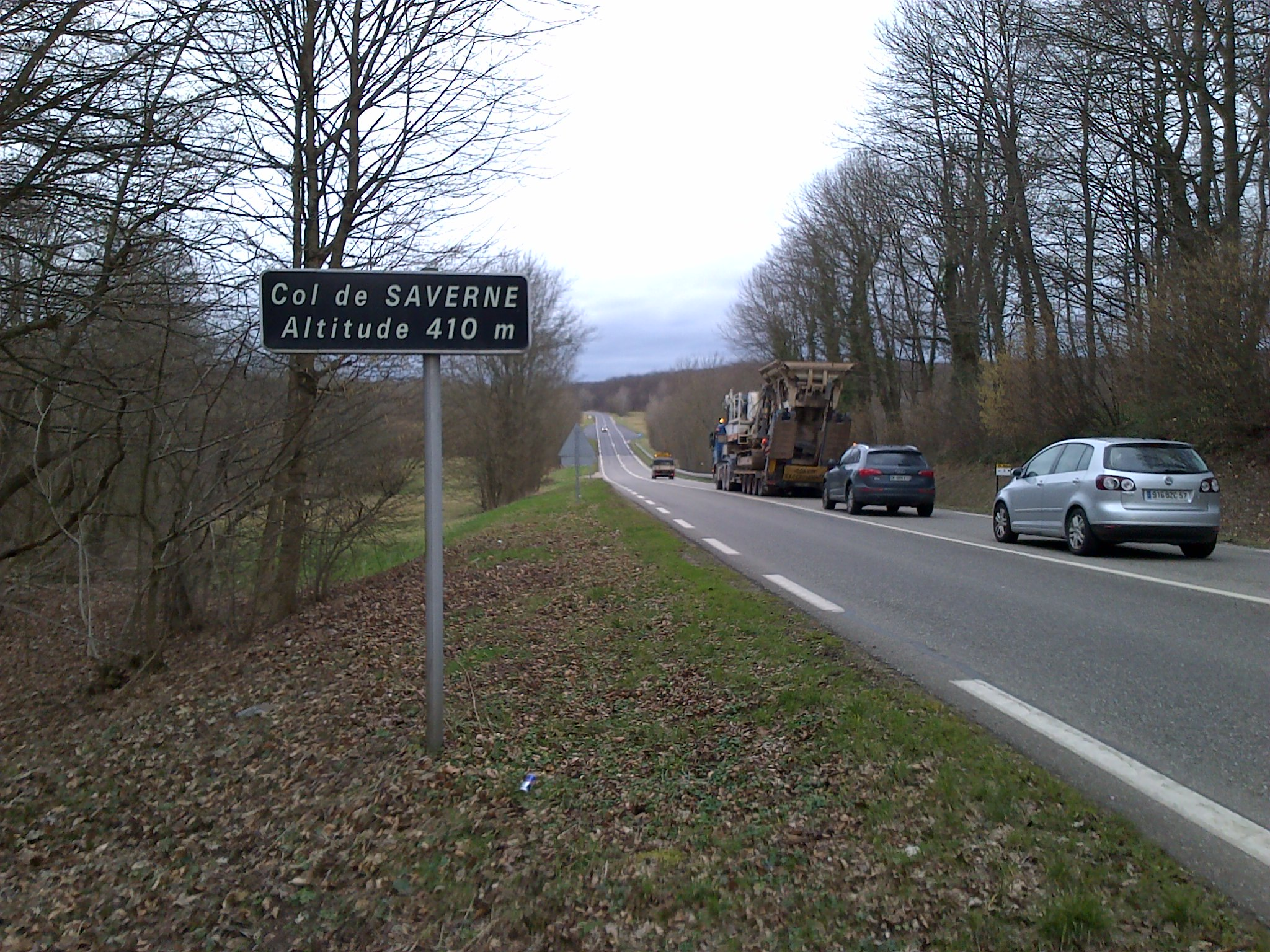
Die Straße heute an der Zaberner Steige

Die Reichsstraße 329 (R 329) wurde 1940 im damals unter Zivilverwaltung gestellten CdZ-Gebiet Lothringen und CdZ-Gebiet Elsass als Reichsstraße des Deutschen Reichs eingerichtet. Sie verlief von der Grenze zum Département Meurthe-et-Moselle im besetzten Frankreich bei Richeval (Reichental) auf der Trasse der französischen Route nationale 4 in nordöstlicher Richtung über Héming (Hemingen), wo die damalige Reichsstraße 57 gekreuzt wurde, weiter über Sarrebourg (Saarburg) und Phalsbourg (Pfalzburg) und weiter über die Zaberner Steige (Col de Saverne) und Saverne (Zabern), wo die damalige, 1940 von Straßburg nach Saarbrücken verlängerte Reichsstraße 28 gekreuzt wurde, sowie von dort in östlicher Richtung etwa parallel zum Canal de la Marne au Rhin (Rhein-Marne-Kanal) über Hochfelden nach Brumath, wo sie auf die damalige Reichsstraße 38 traf.
Die Länge der früheren Reichsstraße betrug rund 73 Kilometer.